# Droga wojewódzka 236
Die Droga wojewódzka 236 (DW 236) ist eine polnische Woiwodschaftsstraße im Südwesten der Woiwodschaft Pommern. Sie verläuft in West-Ost-Richtung und verbindet auf einer Länge von 27 Kilometern die beiden Woiwodschaftsstraßen DW 212 und DW 235 innerhalb des Powiat Chojnicki (Kreis Konitz). In der Hälfte ihrer Strecke durchzieht die DW 236 den Landschaftspark Zaborski Park Krajobrazowy und berührt dabei den Norden des Nationalparks Park Narodowy Bory Tucholskie am Jezioro Charzykowskie (Müskendorfer See).

## Streckenverlauf
Woiwodschaft Pommern
- Powiat Chojnicki (Kreis Konitz):
  - Konarzynki (Klein Konarschin) (→ DW 212: Osowo Lęborskie (Wussow) – Kamionka (Steinberg))
  - Wączos (Wonczos)
  - Swornegacie (Schwornigatz)
  - Drzewicz (Drewitz)
  - Wielkie Chełmy (Groß Chelm)
  - Czyczkowy (Czyczkowo)
  - Brusy Wybudowanie
  - Brusy (Bruß) (→ DW 235: Korne (Kornen) – Lipusz (Lippusch) – Chojnice (Konitz))